# București-Wien 8:15
București-Wien 8:15 este un film românesc din 2000 regizat de Cătălin Mitulescu. Rolurile principale au fost interpretate de actorii Andi Vasluianu, Cosmin Seleși.

## Prezentare
La ora cinci dimineața, Niki (Cosmin Seleși) strânge tot ce are valoros în casă pentru a pleca în Germania. Soția (Maria Dinulescu) și copilul dorm. Niki a făcut rost de un pașaport ca să muncească la negru. El pleacă împreună cu prietenul său din copilărie, Crețu (Andi Vasluianu).

## Distribuție
Distribuția filmului este alcătuită din:
- Maria Dinulescu — Soția
- Andi Vasluianu — Crețu
- Cosmin Seleși — Niki
- Diana Munteanu
- Viorica Vodă
- Antoaneta Zaharia
- Leonid Doni
- Florin Cătălina
- Dan Ghiță
- Anca Jianu
- Cătălin Stanciu
- Alexandru Gheorghi
- Mădălina Gheorghe